# East Brainerd
East Brainerd és una concentració de població designada pel cens dels Estats Units a l'estat de Tennessee. Segons el cens del 2000 tenia 14.132 habitants.

## Demografia
Segons el cens del 2000, East Brainerd tenia 14.132 habitants, 4.839 habitatges, i 4.151 famílies. La densitat de població era de 630,1 habitants/km².
Dels 4.839 habitatges en un 41,9% hi vivien nens de menys de 18 anys, en un 76,3% hi vivien parelles casades, en un 7,2% dones solteres, i en un 14,2% no eren unitats familiars. En l'11,8% dels habitatges hi vivien persones soles el 3,5% de les quals corresponia a persones de 65 anys o més que vivien soles. El nombre mitjà de persones vivint en cada habitatge era de 2,89 i el nombre mitjà de persones que vivien en cada família era de 3,14.
Per edats la població es repartia de la següent manera: un 27,5% tenia menys de 18 anys, un 6,6% entre 18 i 24, un 27,4% entre 25 i 44, un 29,7% de 45 a 60 i un 8,7% 65 anys o més.
L'edat mediana era de 39 anys. Per cada 100 dones de 18 o més anys hi havia 93,7 homes.
La renda mediana per habitatge era de 66.151 $ i la renda mediana per família de 68.727 $. Els homes tenien una renda mediana de 46.733 $ mentre que les dones 29.179 $. La renda per capita de la població era de 27.966 $. Entorn del 3,2% de les famílies i el 3,8% de la població estaven per davall del llindar de pobresa.

## Poblacions més properes
El següent diagrama mostra les poblacions més properes.